# Un vieux gredin
Pour plus de détails, voir Fiche technique et Distribution.
Un vieux gredin (titre original : The Good Old Soak) est un film américain réalisé par J. Walter Ruben et sorti en 1937.

## Fiche technique
- Titre original : The Good Old Soak
- Réalisation : J. Walter Ruben
- Scénario : Don Marquis, A.E. Thomas
- Photographie : Clyde DeVinna
- Montage : Frank Sullivan
- Costumes : Dolly Tree
- Sociétés de production : Metro-Goldwyn-Mayer
- Pays de production :  États-Unis
- Langue originale : anglais américain
- Format : Noir et blanc
- Genre : Film dramatique
- Date de sortie :
  - États-Unis : 23 avril 1937
  - France : 12 janvier 1938

## Distribution
- Wallace Beery : Clem Hawley
- Una Merkel : Nellie
- Eric Linden : Clemmie Hawley
- Judith Barrett : Ina Heath
- Betty Furness : Lucy Hawley
- Ted Healy : Al Simmons
- Janet Beecher : Matilda Hawley
- George Sidney : Kennedy
- Robert McWade : Webster Parsons
- James Bush : Tom Ogden
- Margaret Hamilton : Minnie
- Granville Bates : Sam (non crédité)
- Donald Briggs : Fred (non crédité)
- Heinie Conklin : petit rôle (non crédité)
- Frank Darien : Jasper (non crédité)
- Almeda Fowler : secrétaire de Clemmie (non créditée)
- Louis Mason : le gardien (non crédité)
- Torben Meyer : le maître d'hôtel (non crédité)
- Oscar O'Shea : Jake (non crédité)
- Guy Rennie : maître des cérémonies (non crédité)
- Bert Roach : Mike (non crédité)
- Libby Taylor : Clare, la bonne (non créditée)